# Popudnea, Monastîrîșce
Popudnea (în ucraineană Попудня) este o comună în raionul Monastîrîșce, regiunea Cerkasî, Ucraina, formată numai din satul de reședință.

## Demografie
Componența lingvistică a comunei Popudnea
     Ucraineană (96,75%)
     Rusă (2,82%)
     Alte limbi (0,43%)
Conform recensământului din 2001, majoritatea populației comunei Popudnea era vorbitoare de ucraineană (96,75%), existând în minoritate și vorbitori de rusă (2,82%).